# Changjiang (Hainan)

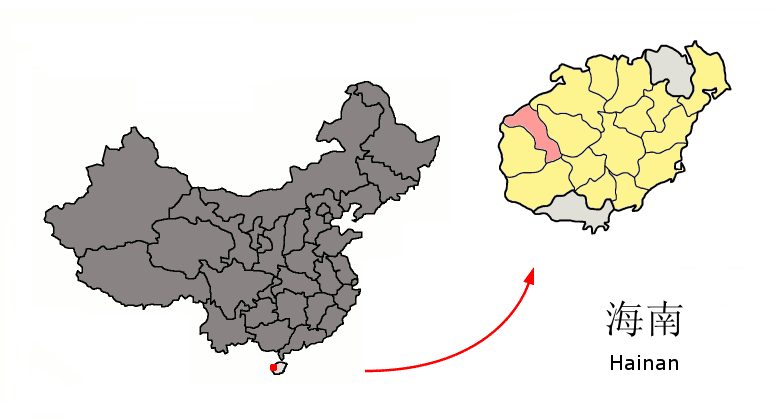
Lage des Autonomen Kreises Changjiang der Li (rosa) in der direkt der Provinz unterstellten Zone (gelb)

Changjiang (昌江黎族自治县; Pinyin: Chāngjiāng Lízú zìzhìxiàn) ist ein chinesischer autonomer Kreis der Li in der Inselprovinz Hainan. Er ist direkt der Provinz unterstellt. 2020 hatte der Kreis 254.500 registrierte Einwohner, davon lebten aber nur 232.000 ständig dort, der Rest lebte als Wanderarbeiter, Student etc. woanders in China oder als Überseechinese im Ausland. Von der ständigen Bevölkerung gehörten 102.800 Menschen, d. h. 40,39 % der Li-Ethnie an, der Rest waren Han-Chinesen, Miao etc.
Der Kreis Changjiang hat eine Fläche von 1617 km², davon 37.733 ha Ackerland.
Der Sitz der Kreisregierung befindet sich in der Großgemeinde Shilu (石碌镇), berühmt für ihre Eisenerzvorkommen.

## Geschichte
Als General Lu Bode (路博德) 110 v. Chr. Hainan für die Westliche Han-Dynastie eroberte, wurde an der Stelle des heutigen Changjiang der Kreis Zhilai (至来县) eingerichtet, der der damaligen Kommandantur Dan’er (儋耳郡) unterstand, dem heutigen Danzhou. Im Jahr 607, während der Sui-Dynastie, wurde der Kreis Zhilai in drei kleinere Kreise aufgespalten: Yilun (义伦县), die heutige Großgemeinde Zhonghe in Danzhou, Changhua (昌化县) und Ji’an (吉安县). Das Gebiet von Changhua und Ji’an entspricht dem heutigen Kreisgebiet von Changjiang; die beiden Kreise wurden im Laufe der Jahrhunderte mehrmals vereinigt und wieder getrennt. Ab 1368, dem ersten Jahr der Ming-Dynastie, unterstand der vereinigte Kreis unter dem Namen Changhua der Präfektur Danzhou. 1914 erhielt er seinen heutigen Namen und wurde direkt der Provinz Guangdong unterstellt.
Seit der Eroberung durch China 110 v. Chr. unterstand Hainen der Provinz Jiaozhi (交阯), dem heutigen Guangdong. Am 1. Juli 1952 wurde der mittlere und südliche Teil der Insel jedoch zum „Autonomen Bezirk Hainan der Li und Miao“ (海南黎族苗族自治区, ab 17. Oktober 1955 海南黎族苗族自治州) ernannt, was bedeutete, dass der Präfekt immer aus einer dieser beiden Ethnien stammen musste.
In Vorbereitung auf die Abtrennung der Insel von Guangdong wurde am 20. Dezember 1987 der Autonome Bezirk wieder aufgelöst und dafür der Kreis Changjiang zum Autonomen Kreis der Li (黎族自治县) ernannt.
Am 13. April 1988 wurde Hainan offiziell zur Provinz erhoben, der „Autonome Kreis Changjiang der Li“ wurde direkt der Provinzregierung unterstellt.

## Administrative Gliederung

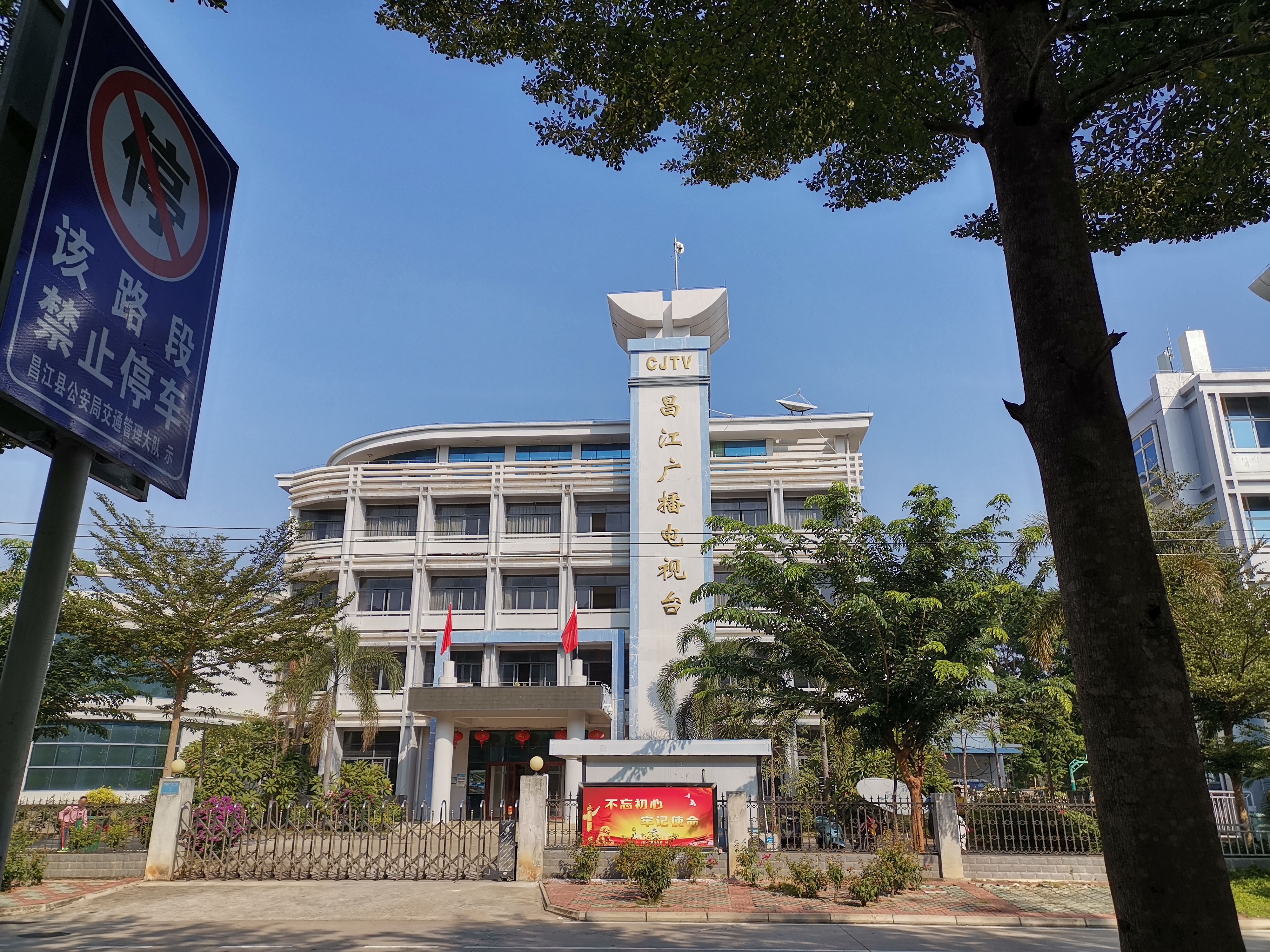
Der Lokalsender CJTV

Auf Gemeindeebene setzt sich der Kreis Changjiang aus 7 Großgemeinden und einer Gemeinde zusammen.
Diese sind:
- Großgemeinde Chahe (叉河镇)
- Großgemeinde Changhua (昌化镇)
- Großgemeinde Haiwei (海尾镇)
- Großgemeinde Qicha (七叉镇)
- Großgemeinde Shilu (石碌镇), Sitz der Kreisregierung
- Großgemeinde Shiyuetian (十月田镇)
- Großgemeinde Wulie (乌烈镇)
- Gemeinde Wangxia (王下乡)

## Verkehrsanbindung
Die Hainan-Ringautobahn verläuft etwas westlich von Shilu und Chahe durch das Kreisgebiet; bei beiden Orten befinden sich Autobahnabfahrten. In Chahe gibt es einen Güterbahnhof der Yue-Hai-Bahn. Außerdem ist der Eisenerz-Tagebau am südlichen Stadtrand von Shilu über eine Stichstrecke mit Chahe und der Yue-Hai-Bahn verbunden.